# Lijst van personen uit de Gouden Eeuw
De Gouden Eeuw was een periode in de Nederlandse geschiedenis,
en dan met name van de noordelijke zeven provincies (die de Verenigde Provinciën vormden), waarin de Nederlandse handel, wetenschap en kunst een toppositie in de wereld innamen.
Deze periode komt ruwweg overeen met de 17e eeuw.
Sommigen houden als beginpunt het jaar 1602 aan, het jaar waarin de VOC opgericht werd, anderen kiezen hiervoor het jaar 1609, het beginjaar van het Twaalfjarig Bestand of 1585 toen door de Val van Antwerpen veel koop- en vaklieden naar het Noorden trokken en Amsterdam de functie van internationale stapelmarkt overnam. Na het rampjaar 1672 begon een periode van economische neergang en was de Gouden Eeuw over haar hoogtepunt heen.
Personen zijn hier per categorie gerangschikt naar geboorte.
Secties: Religie / Wetenschap / Schilderkunst / Architectuur / Literatuur / Beeldhouwkunst / Muziek / Politiek / Strijdkrachten / Ontdekkingsreizigers

## Exacte wetenschap en techniek

### Geboren voor 1600
- Ludolph van Ceulen (1540-1610), wiskundige en landmeter
- Simon Stevin (1548-1620), wiskundige en waterbouwkundig ingenieur
- Cornelis Corneliszoon van Uitgeest (ca. 1550 - ca. 1600), uitvinder van de houtzaagmolen
- Willem Bartjens (1569-1639), rekenmeester
- Hans Lippershey (1570-1619), opticus, uitvinder van de telescoop
- Adriaan Metius (1571-1635), wis- en sterrenkundige
- Sybrandt Hansz. Cardinael (1572-1647), rekenmeester en auteur
- Cornelis Drebbel (1572-1633), uitvinder
- Johan Sems (1572-1635), landmeter en auteur
- Jan Pieterszoon Dou (1573-1635), landmeter, wijnroeier en auteur
- Jan Leeghwater (1575-1650), waterbouwkundig ingenieur
- Willebrord Snel van Royen (1580-1626), wis- en natuurkundige, ontdekker brekingswet voor licht
- Cornelis Eversdijk (1586-1666) rekenmeester en auteur
- Isaac Beeckman (1588-1637), natuurkundige en ingenieur
- Zacharias Jansen (ca. 1588-ca. 1631), opticus, uitvinder van de microscoop
- René Descartes (1596-1650), Frans filosoof, wis- en natuurkundige woonde in Nederland van 1628 tot 1649

### Geboren in 1600 en later
- Adriaen Vlacq (1600-1667) wiskundige en vertaler.
- Pieter Post (1609-1669) bouwmeester.
- Dirck Rembrantsz van Nierop (1610-1682) wiskundige, astronoom en cartograaf
- Jan Jansz. Stampioen (1610-1690), leraar in (toegepaste) wiskunde, onder meer van Christiaan Huygens
- John Pell (1611-1685), Engels wiskundige, hoogleraar te Amsterdam en Breda van 1646 tot 1652
- Frans van Schooten (1615-1660), wiskundige
- Johan de Witt (1625-1672), wiskundige (en staatsman)
- Johannes Hudde (1628-1704), wiskundige
- Christiaan Huygens (1629-1695), vermaard wiskundige, natuurkundige en astronoom
- Frederik de Wit (1630-1706), graveur, cartograaf en uitgever
- Antoni van Leeuwenhoek (1632-1723), ontwikkelde een eigen type microscoop, legde de fundamenten voor de celbiologie
- Hendrik van Heuraet (1634-1660?), wiskundige
- Abraham de Graaff (1635-1717), rekenmeester en auteur
- Jan Swammerdam (1637-1680), opticus en bioloog
- Reinier de Graaf (1641-1673), arts en anatoom
- Menno van Coehoorn (1641-1704), vestingbouwer en wiskundige
- Bernard Nieuwentijt (1654-1718), arts en fysicotheoloog

### Nog in te delen
- Simon Fransz. vander Merwen, wiskundige
- Samuel Marolois, vestingbouwer
- Hendrik Hondius, vestingbouwer
- Bernhard Fullenius
- Jan Anemaet, wiskundige

## Rechten
- Johannes Althusius (1557-1638), rechtswetenschapper en calvinist
- Hugo Grotius (1583-1645), grondlegger van het internationale recht
- Jan Hendrik Dauber (1610-1672), rector in Breda

## Filosofie en theologie
- René Descartes (1596-1650), Frans filosoof, wis- en natuurkundige
- Baruch Spinoza (1632-1677), filosoof en theoloog
- Balthasar Bekker, natuurlijke theologie
- Gisbertus Voetius (1589-1676), theoloog

## Schilderkunst
Bekende schilders uit de 17e eeuw waren

### Geboren voor 1580
- Cornelis Ketel (1548-1616) portretten, schuttersstukken
- Hendrik Goltzius (1558-1617) landschappen
- Cornelis van Haarlem (1562-1638) historiestukken, portretten, naakten
- Joachim Wtewael (1566-1638) historische en mythologische schilderijen, portretten
- Abraham Bloemaert (1564-1651) historische en Bijbelse schilderijen, landschappen
- Michiel Jansz. van Miereveld (1567-1641) portretten
- Jan Antonisz. van Ravesteyn (ca. 1570-1657) portretten
- Paulus Moreelse (1571-1638) portretten
- Jan Harmensz Muller (1571-1628) prenten, gravures
- Ambrosius Bosschaert de Oude (1573-1621) bloemen
- Floris van Dijck (1575-1651) stillevens
- Gillis Claesz. de Hondecoeter (ca. 1575/1580-1638) landschappen
- Roelant Savery (1576-1639) landschappen
- Adam Willaerts (1577-1664) zeegezichten

### Geboren tussen 1580 en 1590
- Jan Pynas (ca. 1580-1633) historische en Bijbelse schilderijen
- Frans Hals (ca. 1583-1666) portretten, schuttersstukken, regentenstukken, genrestukken (herbergen, figuren)
- Pieter Pieterszoon Lastman (1583-1633) historische en Bijbelse schilderijen
- Johannes Porcellis (1584-1632) zeegezichten
- Hendrick Averkamp (1585-1634)
- Joost Cornelisz. Droochsloot (na 1585-1666) boerenscènes
- Cornelis van Poelenburch (1594/1595-1667) Italiaanse landschappen
- Hendrick Terbrugghen (1588-1629) historische en Bijbelse schilderijen
- Hercules Pieterszoon Seghers (ca. 1589-1638) landschappen

### Geboren tussen 1590 en 1600
- Gerard van Honthorst (1590-1656) historische en Bijbelse schilderijen, genrestukken (huiselijke taferelen, figuren)
- Dirck van Baburen (ca. 1590-1624) genrestukken (figuren)
- Cornelis Vroom (ca. 1591-1661) zeegezichten
- Esaias van de Velde (ca. 1591-1630) landschappen
- Dirck Hals (1591-1656) genrestukken (huiselijke taferelen, figuren)
- Willem Buytewech (ca. 1591-1624) landschappen, genrestukken (figuren)
- Wybrand de Geest (1592-ca. 1661) portretten
- Balthasar van der Ast (ca. 1593-1657) bloemen
- Willem Claeszoon Heda (1594-1680) stillevens
- Pieter de Molijn (1595-1661) landschappen
- Jan van Goyen (1596-1656) landschappen
- Thomas de Keyser (ca. 1596-1667) portretten, schuttersstukken
- Pieter Claesz (ca. 1596/1597-1661) stillevens
- Johannes Corneliszoon Verspronck (1597-1662) portretten
- Pieter Saenredam (1597-1665) kerkinterieuren, stadsgezichten
- Salomon de Bray (1597-1664) historiestukken en portretten
- Jan van Bijlert (1597/1598-1671), figuurstukken en portretten
- Jacob Duck (ca. 1598-1667) kortegaardjes
- Bartholomeus Breenbergh (1599-1657) Italiaanse landschappen

### Geboren tussen 1600 en 1610
- Pieter de Grebber (ca. 1600-1652/1653) historiestukken en portretten
- Gerard Houckgeest (ca. 1600-1661) kerkinterieurs
- Salomon van Ruysdael (ca. 1600-1670) landschappen
- Simon de Vlieger (1601-1653) zeegezichten
- Paulus Bor (ca. 1601-1669) historiestukken
- Jan Gerritsz. van Bronchorst (1603-1661) historiestukken
- Aert van der Neer (1603-1677) zeegezichten
- Christiaen van Couwenbergh (1604-1667) historische en Bijbelse schilderijen
- Adriaen Hanneman (Den Haag 1604 - Den Haag 1671) portretten
- Gijsbert de Hondecoeter (1604-1653) landschappen
- Adriaen Brouwer (ca. 1605-1638) genrestukken (herbergen)
- Jan Davidsz. de Heem (1606-ca. 1683) stillevens
- Rembrandt van Rijn (1606-1669) historische en Bijbelse schilderijen, portretten, schuttersstukken, regentenstukken, genrestukken (figuren)
- Jan Lievens (1607-1674) historische en Bijbelse schilderijen, portretten
- Nicolaus Knüpfer (ca. 1609-1655) kleinschalige historiestukken
- Herman Saftleven (1609-1685) landschappen
- Judith Leyster (1609-1660) genrestukken (figuren)

### Geboren tussen 1610 en 1620
- Adriaen van Ostade (1610-1684) genrestukken (herbergen)
- Jan Asselyn (1610-1652) Italiaanse landschappen
- David Teniers jr. (Vlaming) (1610-1690) genrestukken (herbergen)
- Jan Miense Molenaer (ca. 1610-1668) genrestukken (huiselijke taferelen)
- Willem van de Velde sr. (ca. 1611-1693) zeegezichten
- Andries Both (1612/1613-1641) herberginterieurs
- Gerrit Dou (1613-1675) genrestukken (herbergen)
- Bartholomeus van der Helst (1613-1670) portretten, schuttersstukken, regentenstukken
- Jacob Marrell (1614-1681) bloemstillevens
- Gerrit van Stellingwerf (1614-1659)
- Jan Both (ca. 1615-1652) Italiaanse landschappen
- Govert Flinck (1615-1660) historische en Bijbelse schilderijen, portretten, schuttersstukken
- Ferdinand Bol (1616-1680) historische en Bijbelse schilderijen
- Caesar van Everdingen (1617-1678) historische en Bijbelse schilderijen
- Emanuel de Witte (ca. 1617-1692) kerkinterieuren
- Gerard ter Borch II (1617-1681) portretten, genrestukken (huiselijke taferelen)
- Michael Sweerts (Vlaming) (1618 -1664) portretten, genrestukken
- Philips Wouwerman (1619-1668) landschappen
- Willem Kalf (1619-1693) stillevens
- Jan Victors (1619-1676) genre- en historiestukken, portretten. Leerling van Rembrandt
- Philips Koninck (1619-1688) landschappen
- Otto Marseus van Schrieck (ca. 1619-1678) bloemen

### Geboren tussen 1620 en 1630
- Albert Cuyp (1620-1691) Italiaanse en Nederlands landschappen
- Nicolaes Berchem (1620-1683) Italiaanse landschappen
- Abraham van Beijeren (ca. 1620-1690) stillevens
- Jan Baptist Weenix (1621-1663) Italiaanse landschappen
- Quiringh van Brekelenkam (ca. 1622 - ca. 1669)
- Karel Dujardin (1622-1678) Italiaanse landschappen
- Adam Pynacker (1622-1673) Italiaanse landschappen
- Carel Fabritius (1622-1654) historische en Bijbelse schilderijen, genrestukken (figuren)
- Reinier Nooms (ca. 1623-ca. 1667) schepen
- Paulus Potter (1625-1654) landschappen
- Jan Steen (1626-1679) genrestukken (herbergen, huiselijke taferelen)
- Johannes van de Capelle (1626-1679) zeegezichten
- Jacob van Ruisdael (ca. 1628-1682) landschappen
- Gabriël Metsu (1629-1667) genrestukken (huiselijke taferelen)
- Pieter de Hooch (1629-1683) genrestukken (huiselijke taferelen)
- Job Berckheyde (1630-1693) kerkinterieuren

### Geboren tussen 1630 en 1640
- Johannes Vermeer (1632-1675) stadsgezichten, genrestukken (huiselijke taferelen)
- Frederik de Moucheron (1633-1686) Italiaanse landschappen
- Abraham de Heusch (1635-1712) vruchten- en plantenstillevens
- Willem van de Velde jr. (1633-1707) zeegezichten
- Nicolaes Maes (1634-1693) portretten, genrestukken (huiselijke taferelen, figuren)
- Frans van Mieris de Oudere (1635-1681) genrestukken (huiselijke taferelen, figuren)
- Adriaen van de Velde (1636-1672) landschappen
- Gerrit Adriaenszoon Berckheyde (1636-1698) stadsgezichten
- Melchior de Hondecoeter (1636-1695) dierstukken
- Geertgen Wyntges (1636-1712) botanische voorstellingen
- Jan van der Heyden (1637-1712) stadsgezichten
- Hubert van Ravesteyn (1638-1691) interieurs, stillevens
- Meindert Hobbema (1638-1709) landschappen
- Caspar Netscher (1639-1684) portretten

### Geboren tussen 1640 en 1690
- Abraham Mignon (1640-1679) stillevens
- Gerard de Lairesse (1641-1711) historische en Bijbelse schilderijen
- Arent de Gelder (1645-1727) historische en Bijbelse schilderijen
- Isaac de Moucheron (geboren 23-11-1667, overleden 20-07-1744)
- Nicolaas Verkolje (1673-1746), historische, Bijbelse en genrestukken, portretten
- Jan van Huysum (1682-1749) bloemen

## Architectuur
- Lieven de Key (1560-1627), stadsbouwmeester van Haarlem. De Key maakte nog veel gebruik van ornamentatie. Hij bouwde in Haarlem De Waag (1598), de voorgevel van het Stadhuis, (1597), De Vleeschhal (1602-1603), het Oudemannenhuis (1608), dat nu dienstdoet als Frans Hals Museum en de toren van de Nieuwe Kerk (1613) en in Leiden onder andere de voorgevel van het Stadhuis
- Hendrick de Keyser (1565-1621). De Keyser hanteerde een veel soberder stijl dan De Key. Hij bouwde in Amsterdam de Zuiderkerk (1606-1614), de Westerkerk (1620-1638), de Beurs (1608-1611), het Oost-Indië Huis (1606), de Haarlemmerpoort (1615-1618) en een aantal grachtenpanden, onder andere het Bartolotti huis (1621), in Delft het Stadhuis (1619) (zie ook sectie beeldhouwkunst)
- Jacob van Campen (1595-1657). Van Campen legde zich geheel toe op het classicisme en diende daarmee tot voorbeeld van veel collega's (met name P. Post, Vingboons en 's-Gravenzande, zie hieronder). Hij bouwde in Den Haag het Mauritshuis (1635) en Noordeinde (dat nu een koninklijk paleis is), in Amsterdam het Stadhuis op de Dam (1648-1655) (nu ook een paleis)
- Hans Vredeman de Vries (1527-1606), architect in Antwerpen, gebruikte veel ornamentatie
- Arent van 's-Gravenzande (..-1662), classicist, bouwde in Leiden de De Lakenhal (1639) en de Marekerk (1638-1640) en in Middelburg de Oostkerk (1646)
- Salomon de Bray (1597-1664) classicistisch architect
- Philips Vingboons (1607-1678), bouwde in Amsterdam veel grachtenpanden in classicistische stijl
- Pieter Post (1608-1669), classicist, leerling van Jacob van Campen, bouwde in Den Haag Huis ten Bosch (1645-)
- Adriaan Dortsman (1625-1682), bouwde in Amsterdam de Lutherse kerk
- Elias Bouman (1636-1686), bouwde in Amsterdam de Portugees-Israëlitische Synagoge (1671/1675)
- Maurits Post (1645-1677), zoon van Pieter Post, bouwde Slot Amerongen (1676)

## Beeldhouwkunst
Nederlandse beeldhouwers uit de 17e eeuw waren
- Hendrick de Keyser (1565-1621). De Keyser was ook architect (zie boven). Hij vervaardigde het Mausoleum voor Willem van Oranje in de Nieuwe Kerk in Delft (1614), dat nog steeds tot graftombe dient voor de koninklijke familie. De Keyser maakte ook het standbeeld van Erasmus in Rotterdam (1618)
- Artus Quellinus de Oude (1609-1668), Artus Quellinus de Jonge (zijn neef) (1625-1700) en Rombout Verhulst (1625-1696), allen afkomstig uit de zuidelijke Lage Landen, behoorde tot de voornaamste beeldhouwers die het stadhuis op de Dam in Amsterdam van beelden voorzagen (1648-1655).
- Bartholomeus Eggers
- Johannes Blommendael
- Johannes Kinnema, Fries houtsnijder

## Muziek
- Cornelis Schuyt (1557-1616), componist
- Jan Pieterszoon Sweelinck (1562-1621) componist en organist, inspirator voor de ontwikkeling van de orgelmuziek in de Gouden Eeuw
- Adriaen Valerius (1570-1625), liedschrijver
- Nicolaes Vallet (ca. 1583-ca. 1645?), luitist, componist
- Jacob van Eyck (1590-1657), componist
- Cornelis Padbrué (1592-1670), componist
- Constantijn Huygens (1596-1687) (bekender als dichter), lid van de rederijkerskamer De Muiderkring. Hij componeerde meer dan 800 stukken, waarvan de meeste verloren zijn gegaan. Hij maakte zich sterk voor het gebruik van het orgel tijdens kerkdiensten, iets wat in calvinistische kringen erg gevoelig lag.
- Joan Albert Ban (1597-1644), componist
- Jan Baptist Verrijt (ca. 1600-1650), componist
- François (1609-1667) en Pierre (1619-1680) Hemony (broers) waren beroemde beiaardgieters.
- Anthonie van Noordt (ca. 1619–1675), componist en organist
- Carel Hacquart (ca. 1640-ca. 1701), componist
- Joan Schenk (1656-1712+), componist

## Uitgeverij
- Lodewijk Elsevier (omstreeks 1540-1617), uitgever en boekhandelaar
- Abraham Elsevier (1592-1652), uitgever en boekhandelaar, zoon van Lodewijk
- Isaac Elsevier, uitgever, kleinzoon van Lodewijk

## Edelsmeedkunst
- Paulus van Vianen (1558-1613)
- Adam van Vianen (ca. 1565-1627)
- Johannes Lutma (1584-1669)

## Politiek
- Johan de Witt
- Cornelis de Witt
- Johan van Oldenbarnevelt
- Maurits van Nassau
- Albert C. Burgh
- Coenraad van Beuningen
- Cornelis de Graeff (1599-1664)
- Andries Bicker
- Hiëronymus van Beverningh (1614-1690)

## Militair
- Maurits van Nassau
- Willem Lodewijk van Nassau-Dillenburg
- Jan Pieterszoon Coen
- Frederik Hendrik van Oranje
- Cornelis Tromp
- Michiel de Ruyter
- Willem III van Oranje
- Cornelis Jol
- Piet Pieterszoon Heyn

## Ontdekkingsreizigers
- Olivier Brunel - 1584: Probeert rond de noordkust van Azië te varen. Brunel heeft eerder al in dienst van de Russische familie Stroganov over land de Ob bereikt.
- Willem Barentsz - 1594: Volgt de westkust van Nova Zembla.
- Cornelis Nay - 1594: Vaart langs Nova Zembla de Karazee in
- Willem Barentsz - 1595: Tracht tevergeefs voorbij Nova Zembla te zeilen
- Cornelis de Houtman - 1596-1597: Eerste Nederlandse reis naar de Oost-Indische archipel (huidige Indonesië).
- Willem Barentsz - 1596-1597: Ontdekt Spitsbergen. Rondt de noordpunt van Nova Zembla, en overwintert daar.
- Jacques Mahu - 1598-1600: Tracht via de Straat Magellaan Indië te bereiken. Een van zijn schepen, onder Jacob Quackernaeck, landt in Japan.
- Olivier van Noort - 1598-1601: Zeilt door de Straat Magellaan en rond de wereld.
- Joris van Spilbergen - 1602: Ontdekt Ceylon en zeilt van 1614-1617 rond de wereld.
- Willem Jansz - 1605-1606: Volgt de zuidkust van Nieuw-Guinea en ontdekt Australië.
- Henry Hudson (Engelsman, maar op deze reis in Nederlandse dienst) - 1609: Ontdekt de rivier de Hudson en vaart deze op tot nabij het huidig Albany.
- Hendrik Brouwer - 1611: Ontdekt een snellere route naar Indonesië via de zuidelijk Indische Oceaan.
- Adriaen Block - 1613-1614: Volgt de kust van New England en ontdekt de rivier de Connecticut, door de Nederlandse kolonisten de "Versche rivier" genoemd.
- Jan Jacobsz. May van Schellinkhout - 1614: ontdekt Jan Mayen
- Dirck Hartog - 1616: Landt op de westkust van Australië
- Jacob Le Maire en Willem Cornelisz Schouten - 1615-1617: Ontevreden met het monopolie van de VOC zoekt Le Maire een eigen route naar Indië, en vindt deze door om Kaap Hoorn, de zuidpunt van Vuurland, heen te varen.
- Jan Carstensz - 1623: Verkent de kust van Nieuw-Guinea en Kaap York schiereiland. Willem Joosten van Colster ontdekt Arnhemland.
- François Thijssen - 1626-1627: Volgt de zuidkust van Australië.
- François Pelsaert - 1628-1629: Lijdt schipbreuk op de Houtman Abrolhos voor de kust van Australië.
- Matthijs Quast - 1639: Onderzoekt de zee ten oosten van Japan, en ontdekt de Bonin eilanden.
- Abel Tasman - 1642-1644: Ontdekt Tasmanië, Nieuw-Zeeland en Tonga, verkent de noordkust van Australië.
- Maarten de Vries - 1643: Onderzoekt de streken rond Japan, ontdekt Hokkaido, Sachalin en de Koerilen.
- Hendrick Hamel - 1653-1666: Lijdt schipbreuk op Quelpaert eiland (Cheju-do) en verblijft 13 jaar als gevangene in Korea.
- Hieronymous Cruse - 1667-1668: Binnenlanden van Zuid-Afrika